# 申秀妍
申秀妍（韓語：신수연，2004年11月29日—），韓國女演員。2009年以電視劇《穿透屋頂的high kick》拍攝出道。

## 演出作品

### 電視劇
- 2009年：MBC《穿透屋頂的high kick》
- 2010年：MBC《逆轉女王》
- 2011年：MBC《一閃一閃亮晶晶》 飾演 朴智媛
- 2012年：SBS Plus《我愛你》 飾演 黃敏智
- 2013年：JTBC《她的神話》飾演 殷慶熙
- 2014年：MBC《來吧！張寶利》飾演 延敏靜(少年)
- 2014年：SBS《異鄉人醫生》飾演 吳秀賢(少年)
- 2014年：KBS2《Healer》 飾演 蔡英信(少年)
- 2015年：SBS《我有愛人了》飾演 白祖
- 2017年：SBS《師任堂，光的日記》飾演 李梅窓
- 2018年：tvN《陽光先生》飾演 秀彌
- 2018年：tvN《男朋友》飾演 智裕
- 2019年：tvN《成為王的男人》飾演 達萊
- 2019年：Channel A《平日下午3點的戀人》飾演 李雅珍
- 2019年：MBN《優雅的家》飾演 毛碩熙(少年)
- 2020年：tvN《哈囉掰掰，我是鬼媽媽》飾演 張英心 [2]
- 2020年：JTBC《夫妻的世界》飾演 尹盧乙
- 2020年：SBS《The King：永遠的君主》飾演 具瑞怜(少年)
- 2020年：SBS《你喜歡布拉姆斯嗎》飾演 李情景(少年)
- 2021年：tvN《憂鬱症》飾演 崔詩安
- 2022年：MBC《醫法刑事》飾演 金錫瑛(少年)
- 2024年：SBS《7人的復活》飾演 盧漢娜(少年)

### 電影
- 2014年：《遺產》
- 2014年：《怪談少女》 飾演 世熙
- 2015年：《逆倫王朝》 飾演 惠慶宮洪氏(少年)
- 2019年：《神之一手：鬼手篇》飾演 秀妍
- 2020年：《鋼鐵雨：深潛行動》飾演 英熙
- 2021年：《非常宣言》飾演 高中生